# Jiří Kimla
Jiří Kimla (* 30. Mai 1947 in Most, Tschechoslowakei; † 10. März 2021) war ein tschechischer Schriftsteller.

## Leben
Kimla studierte Pädagogik, war Grundschullehrer und arbeitete auch in weiteren Berufen in Wirtschaft und Verwaltung. Nach dem Jahr 2000 war er als Schriftsteller tätig. Kimla war verheiratet und hatte zwei Töchter. Er lebte in Ústí nad Labem.
Er war Mitglied des Nordtschechisches Klubs der Schriftsteller (Severočeský klub spisovatelů) in Ústí nad Labem. Die ersten schriftstellerischen Versuche veröffentlichte er in der regionalen Presse. Im Jahre 2002 erschien sein Debüt unter dem Titel Úder mimo hru, ein Kriminalroman aus dem Boxermilieu. 2008 folgte Kroky do prázdna, ein Roman über die 1990er Jahre im Norden Tschechiens.

## Publikationen
- Úder mimo hru. Dialog, Litvínov 2002, ISBN 80-85843-63-3.
- Kroky do prázdna. Euroclearingbank, Ústí nad Labem 2008, ISBN 978-80-239-4096-1.
- Harykovy kapesní hodinky, ISBN 978-1-4819-1315-7
- L´orologio da taschino di Haryk (Harykovy kapesní hodinky), ISBN 978-1-5123-6040-0
- Levitace, ISBN 978-1-5143-0673-4
- Prague Mysteries

### Drehbücher
- Umlklé struny zvuk. Severočeská knihovna. Severočeský klub spisovatelů,  Ústí nad Labem 2010, ISBN 978-80-7055-173-8.
- Jen krůček od tajemství. Severočeská vědecká knihovna spolu se Severočeským klubem spisovatelů, Ústí nad Labem 2013, ISBN 978-80-7055-193-6.
- Vraždy ve stínu ringu
- Mračno z Rabštejna
- Ostrovy lásky
- Ďábelení